# 全球通航空
全球通航空（英語：Global Airlines）是臺灣的一家以小客車租賃起家的航空公司，計畫經營國內離島航線。

## 簡介
中華民國交通部民航局2014年8月重新招標原來由德安航空經營之臺東往返綠島、蘭嶼，高雄往返七美、望安及馬公往返七美等五條離島航線經營團隊，由全球通小客車租賃公司獲選最優申請人，於同年9月12日向民航局申請籌組「全球通航空股份有限公司」10月29日完成公司登記。華信航空前任總經理陳明堂出任總經理，積極進行飛機採購及人員招募及訓練，預計2016年1月開始投入服務。但是2015年10月14日交通部指出全球通航空因為購機合約與融資問題，導致新機無法如期交機，交通部已有備案並要求全球通航空在2016年6月之前開航。

2015年11月25日民航局指出全球通航空因未能依原定時程引進新飛機，導致籌設進度發生重大延誤。經民航局於2015年9月通知限期改善後仍無法提出符合原規劃時程開航的方案，且申請展延也無法提出不影響正常營運的可行配套，所以終止全球通航空的離島偏遠航線最優申請人資格，民航局並已報請交通部廢止其籌設許可。全球通航空未來將改組為綠島航空經營高雄到綠島、蘭嶼兩條航線，然而從2015年5月至今就再也無任何消息。

## 機隊
原預計採購4架新飛機，及2013年11月購入的1架灣流100型商務專機併入以方便管理及維護。

### 購機爭議

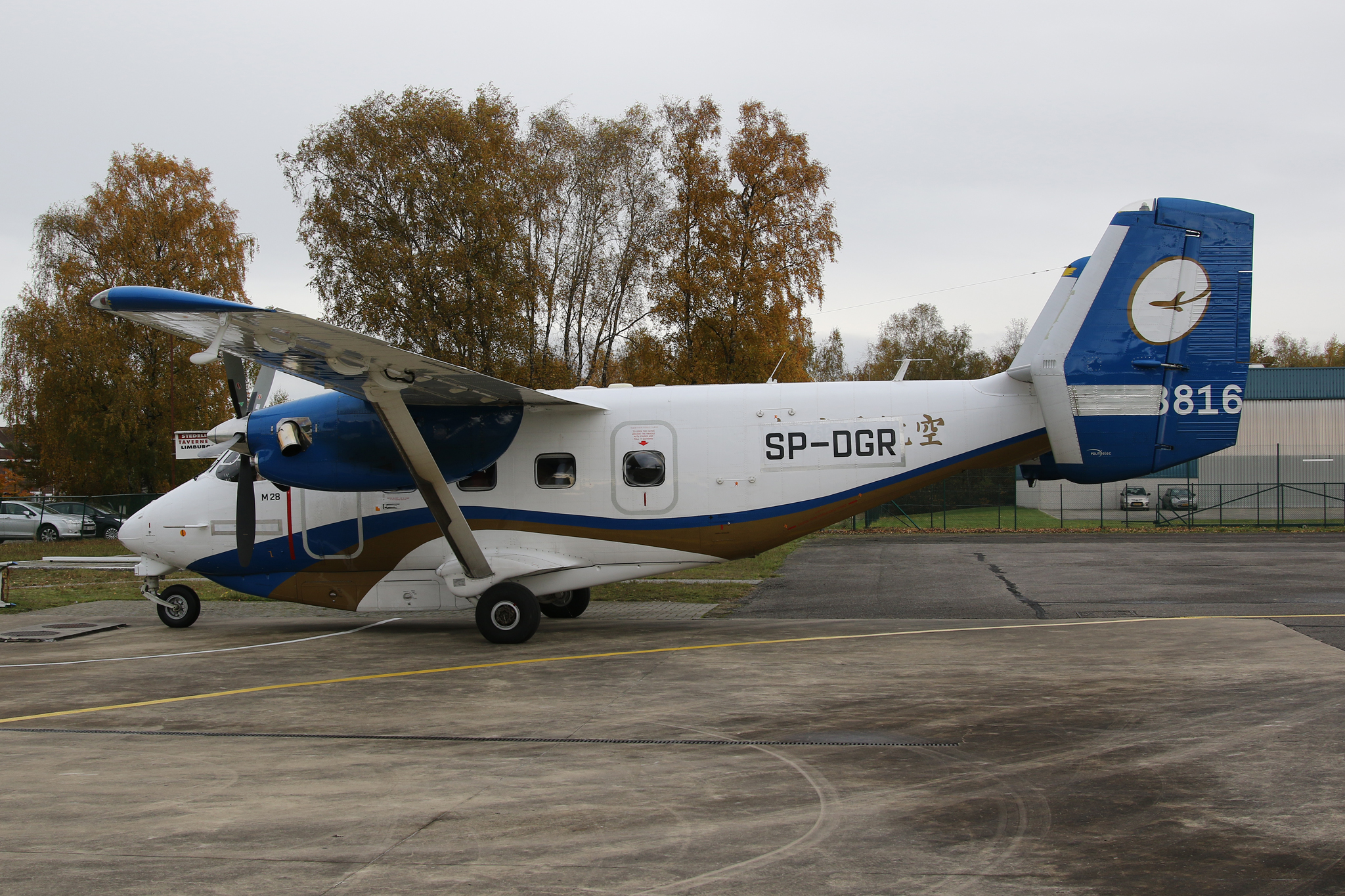
2019年更改回原編號後的原B-58816

全球通航空原來規劃在2015年8月底接收首架由PZL Mielec公司產製M28-05型客機，但全球通航空稱在飛機驗收時發現許多瑕疪，但製造商不認為有問題在雙方沒有共識下無法完成驗收。之後傳出全球通航空未依合約進度付款給製造商，於是製造商依合約終止與全球通航空的購機合約並將完成塗裝的飛機（B-58816測試編號SP-DGR）轉至現貨市場出售。
全球通航空評估後改提出購置捷克生產的Let L-410 19人座飛機，或是先行租用19人座客機營運。

## 航線
以下為原來預計2016年1月開航的航線
- 臺東 — 綠島
- 臺東 — 蘭嶼
- 高雄 — 七美
- 高雄 — 望安
- 澎湖 — 七美

新申請航路的航線
- 臺東 —  臺中 [8]

## 外部連結
- 全球通小客車租賃股份有限公司（繁體中文）
- 全球通航空股份有限公司 Global Airlines